# Ferrotitane

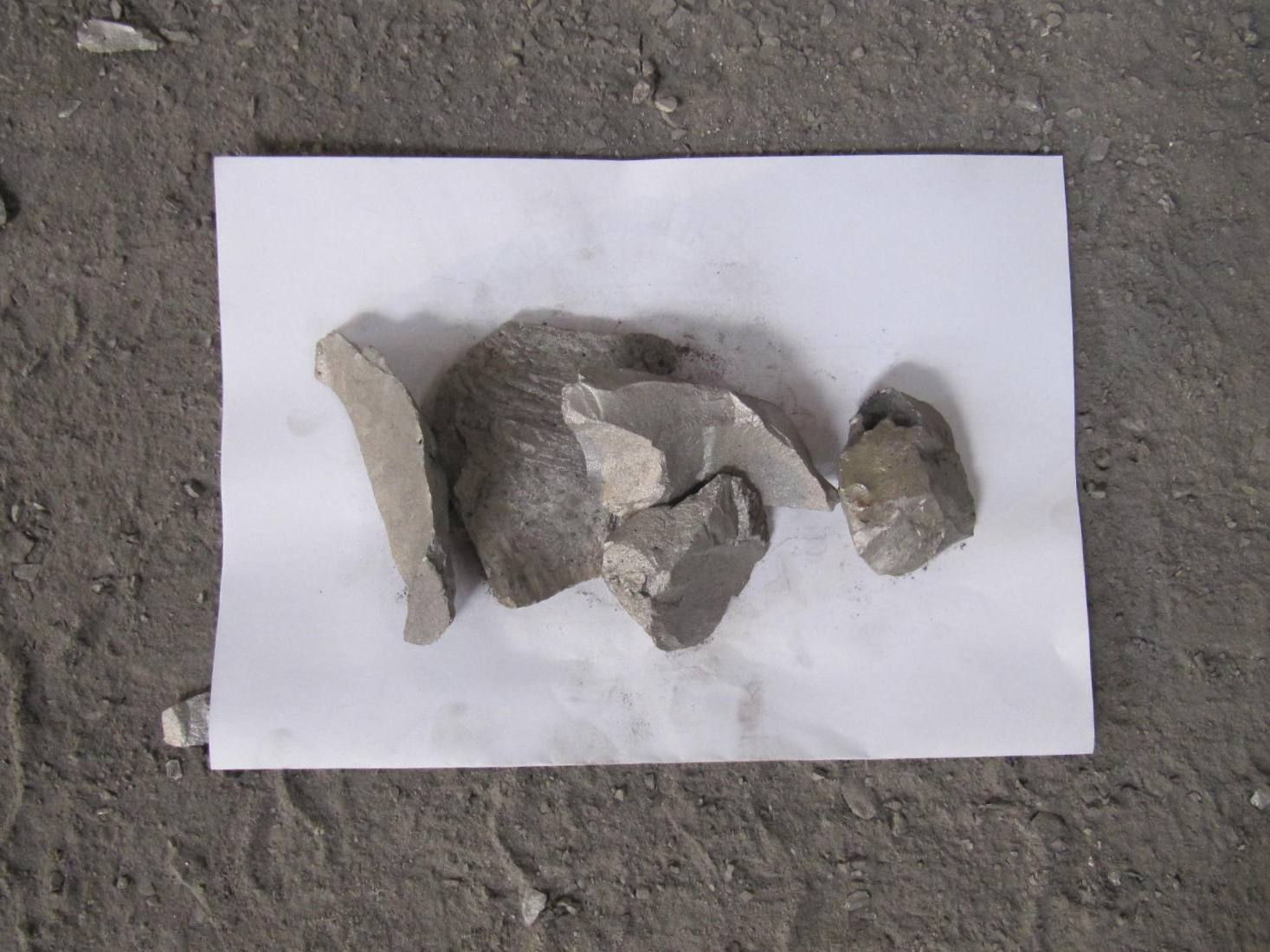
Échantillons de ferrotitane à 70 % de teneur en titane, utilisés en sidérurgie

Le Ferrotitane est un ferroalliage, un composé de fer et de titane dont la teneur en poids en titane se situe entre 20 % et 75 %.

## Obtention
Initialement produit par aluminothermie, sous une forme pauvre, à partir de minerai de titane
(FeTi30%), le ferrotitane a été introduit dans sa forme FeTi70% dans les années 1960 par des producteurs anglais de Sheffield qui cherchaient à mieux valoriser les chutes de titane issu de la fabrication des pièces de moteur d’avion. Les teneurs actuelles en titane les plus fréquentes sont 35 % ou 70 %, selon le procédé d'obtention. 

## Utilisation en sidérurgie
La principale utilisation du ferrotitane est la sidérurgie. On l'emploie dans les aciéries comme élément d'alliage. En se combinant avec certains éléments chimiques indésirables et fragilisants, notamment l'azote et le soufre, il améliore la ductilité, au prix d'une dégradation de la propreté interne, les composés et oxydes du titane étant insolubles dans l'acier. Les aciers traités au titane sont généralement très peu alliés (leur teneur en titane libre est inférieure à 0,1 %) et destinés à l'emboutissage ou l'étirage. Les aciers traités au titane ne peuvent pas atteindre de épaisseurs très fines à cause du risque de déchirure liés aux oxydes: on les retrouve donc essentiellement dans la construction automobile.
Le ferrotitane est vendu soit en fil fourré, c'est-à-dire protégé à l'intérieur d'un tuyau métallique fusible (21 % de la consommation), soit sous la forme de blocs d'environ 70 mm (69 %). Ce n'est donc pas, à proprement parler, un alliage, mais plutôt un « ingrédient » destiné à l'obtention d'alliages.

## Autres utilisations
Le ferrotitane peut être également vendu en poudre, pour être employé comme carburant dans quelques compositions pyrotechniques.
Des composés de manganèse et de ferrotitane sont également pressentis comme de bon candidats au stockage de l'hydrogène.